# Arcola, Missouri
Arcola är en ort i Dade County i Missouri.  Vid 2010 års folkräkning hade Arcola 55 invånare.